# Garudimimus
Garudimimus is een geslacht van theropode dinosauriërs, behorend tot de groep van de Maniraptoriformes, dat tijdens het late Krijt leefde in het gebied van het huidige Mongolië. De enige benoemde soort is Garudimimus brevipes.
Het fossiel van Garudamimus werd in 1981 gevonden. Het dier kreeg datzelfde jaar zijn naam die zoiets als "Garudanabootser" betekent, toen de typesoort G. brevipes benoemd werd. Garudamimus is bekend van één goed bewaard skelet.
Garudamimus werd ongeveer tweeënhalve meter lang. Hij had een kleine tandeloze kop met een platte rechthoekige snuit en liep op zijn achterpoten. Die waren niet zo lang als bij zijn directe verwanten in de Ornithomimosauria en het dier vertegenwoordigt misschien een tussenfase in de evolutie van die groep. Het is niet precies bekend wat Garudamimus at, of hij een alleseter of een planteneter was.

## Vondst en naamgeving
In 1981 vond een Sovjet-Mongoolse expeditie bij Baisjin Tsav in de provincie Ömnögovĭ het skelet van een theropode. In 1981 werd dit door Rinchen Barsbold benoemd en beschreven als de typesoort Garudimimus brevipes. De geslachtsnaam verbindt de naam van de Garoeda, vogelwezens uit de boeddhistische mythologie, met een Latijn mimus, "nabootser". De soortaanduiding is afgeleid van het Latijnse brevis, "kort", en pes, "voet" en verwijst naar de korte middenvoet.
Het holotype, GIN 100/13, is gevonden in lagen van de Bajansjireeformatie die wellicht dateren uit het Cenomanien-Turonien, ongeveer 95 miljoen jaar oud. Het bestaat uit een vrijwel compleet en in verband gevonden skelet met schedel waaraan alleen de schoudergordel, de voorpoten en de achterkant van de staart ontbreken. Het betreft vermoedelijk een niet geheel volgroeid individu.
De eerste grondige beschrijving van de soort vond plaats in een dissertatie van Yoshitsugu Kobayashi uit 2004; in 2005 publiceerde deze de gegevens in een wetenschappelijk artikel.

## Beschrijving

### Algemene bouw en grootte
Garudimimus is een vrij kleine ornithomimosauriër. Gregory S. Paul schatte in 2010 de lichaamslengte van een volwassen dier op tweeënhalve meter, het gewicht op dertig kilogram. Het dijbeen heeft een lengte van 371 millimeter. Garudimimus deelde de algemene kenmerken van de ornithomimosauriërs: het lopen op twee lange achterpoten en het bezit van een lange nek die een klein hoofd draagt. Hoewel de armen niet bewaard zijn gebleven, is het waarschijnlijk dat ze vrij lang waren.
Kobayashi wist enkele onderscheidende kenmerken vast te stellen. Het kaakgewricht ligt achter de achterrand van de oogkas. Er bevinden zich op de achterkant van de schedel groeven aan de basis van het bovenste uitsteeksel van het supraoccipitale. De voorste staartwervels hebben onderaan de zijkanten van hun doornuitsteeksels gepaarde uithollingen. Het darmbeen heeft minder dan 80% van de lengte van het schaambeen. Het eerste en tweede kootje van de derde teen hebben aan hun buitenste zijkant bovenaan een diepe groeve.
Garudimimus heeft net als de Ornithomimidae volledig tandeloze kaken. Het is een twistpunt gebleken in hoeverre de soort ook op andere punten een afgeleide bouw heeft. Thomas Holtz stelde in het begin van de jaren negentig dat de voet fout gereconstrueerd was en dat in feite het derde middenvoetsbeen bovenaan door het tweede en vierde werd uitgesloten van het voorste oppervlak van de middenvoet. Zo'n "arctometatarsale" voet zag hij als een synapomorfie van een vermeende klade die de Tyrannosauroidea en de Ornithomimosauria zou omvatten, iets waarmee het bestaan van basale ornithomimosauriërs zonder dit kenmerk lastig verenigbaar was. Philip Currie aanvaardde Holtzs stelling en gebruikte haar weer als een bewijs om te beargumenteren dat Garudimimus veel later ook voorkwam en in feite een deel van het fossiel materiaal van Archaeornithomimus vertegenwoordigde. Nader onderzoek door Kobayashi kon in de in verband gevonden voeten van het specimen echter geen spoor ontdekken van de vermeende foute reconstructie.

### Schedel en onderkaken

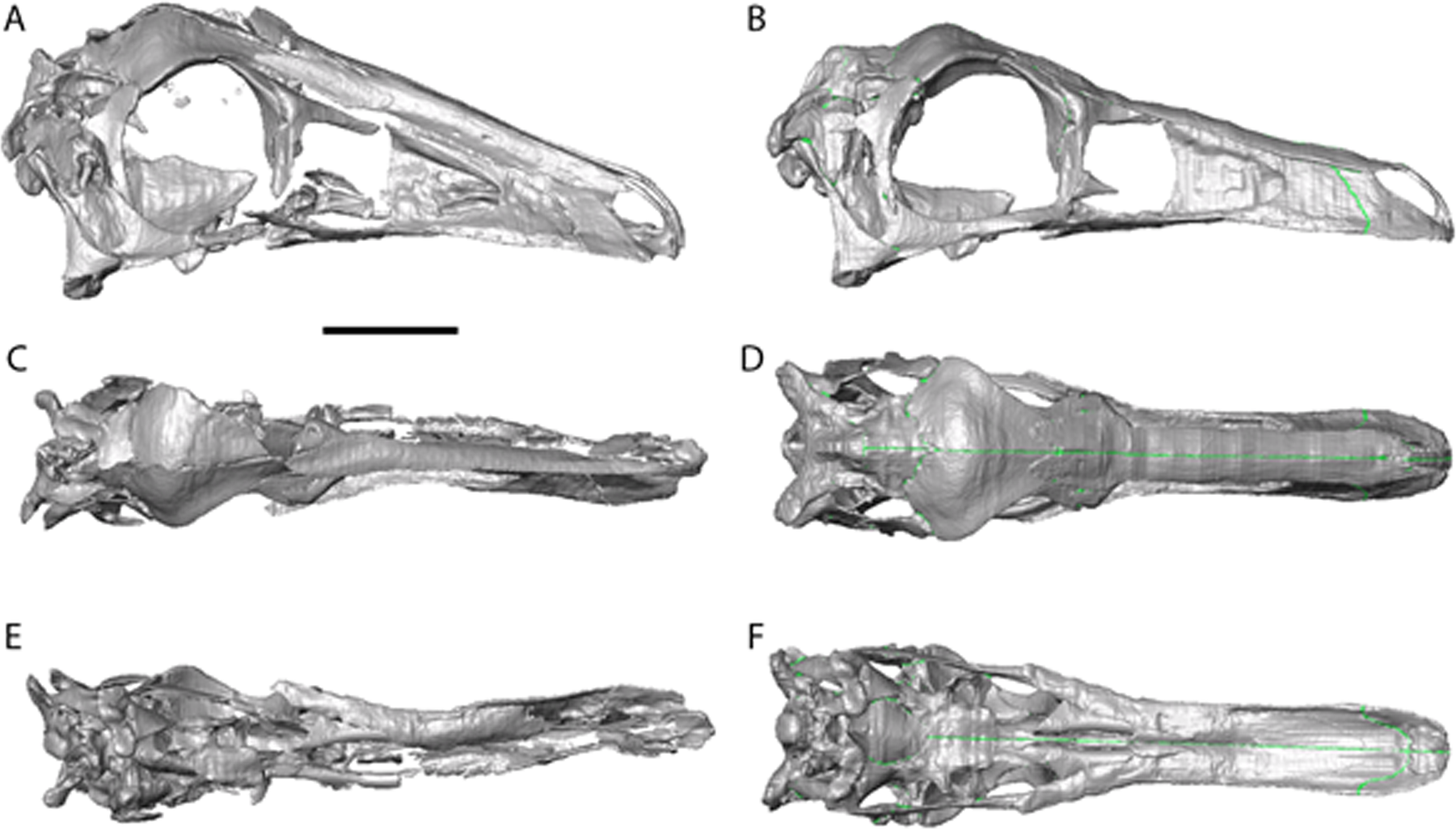
De schedel, in gevonden toestand links en gecorrigeerd rechts

De schedel van Garudimimus heeft een lengte van 252,2 millimeter. Hij is langwerpig en plat maar minder spits toelopend dan bij veel andere ornithomimosauriërs: de rechte iets holle bovenkant nadert naar voren toen slechts zeer geleidelijk de kaaklijn om pas vlak voor het einde plots naar beneden te krommen zodat een stompe afgeronde snuitpunt gevormd wordt. Een belangrijk deel van het zijoppervlak van de snuit wordt ingenomen door een driehoekige uitholling voor de fenestra antorbitalis maar die schedelopening zelf is klein en rechthoekig van vorm. De grote oogkas is ruwweg cirkelvormig maar vooraan wat hoger en rechter dan achteraan. Het bovenste slaapvenster ligt vooraan in zijn groeve. Het onderste slaapvenster is vrij groot in de vorm van een staande iets naar achteren hellende ovaal.
In de snuit begrenst het voorste bot van de onderkaak, de praemaxilla, de onderkant van een druppelvormig neusgat. Tussen de neusgaten bevindt zich wellicht geen tussenschot. De achterste tak van de praemaxilla strekt zich ver naar achteren uit, de bovenkant van de maxilla overgroeiend, die een rechte smalle kaakrand vormt en twee kleinere openingen in de fossa antorbitalis omvat, het maxillair en het promaxillair fenestra. Het neusbeen is lang en recht en strekt zich naar achteren tot midden boven het prefrontale uit en overspant zo een T-vormig traanbeen dat de vrij rechte voorrand van de oogkas vormt. Oorspronkelijk werd gedacht dat het traanbeen bovenaan in een hoorntje uitliep vóór de oogkas maar dat bleek achteraf de gedraaide achterste punt van het neusbeen te zijn. De voorhoofdsbeenderen vormen achteraan een enkele vergroeide welving, niet gescheiden door een zichtbare schedelnaad. De wandbeenderen vormen een schedeldak dat breder is dan lang en achteraan horizontaal loopt zonder naar beneden te buigen zoals bij sommige verwanten. Het wandbeen en voorhoofdsbeen worden aan de zijkant begrensd door een driehoekig postorbitale dat de licht gekromde bovenrand vormt van het onderste slaapvenster en de achterrand van de oogkas. De onderrand van de oogkas bestaat uit een jukbeen waarvan de tak naar het quadratojugale zich vrij ver naar achteren uitstrekt. Het quadratojugale is groot en driehoekig, niet L-vormig als bij andere ornithomimosauriërs. Het quadratum heeft een grote vleugel richting pterygoïde en bovenaan een ovale groeve met onderin een foramen.
De precieze vorm van het achterhoofd is lastig vast te stellen omdat het sterk ineengedrukt is. Het supraoccipitale heeft een dun U-vormig bovenste uitsteeksel aan de basis waarvan zich de twee uithollingen bevinden die een uniek kenmerk van Garudimimus vormen. De achterkant heeft een verticale richel. Lager maken de exoccipitalia de zijranden van het achterhoofdsgat uit; ze hebben aan de binnenrand daarvan een opening. De functie daarvan is betwist; volgens Currie huisde daar een klier die endolymfe afscheidde, de elektrisch geladen zoutoplossing die signalen doorgeeft aan de trilharen van het binnenoor; volgens anderen zat er een ader. De condylus occipitalis, de verbinding met de nek, is vrij klein en wat naar beneden gericht wat de typische scherpe hoek van de kop met de hals mogelijk maakt.
Aan de onderkant van de hersenpan is de onderzijde van het parasfenoïde bollend, een mogelijk teken van de aanwezigheid van luchtholten. Het pterygoïde is driestralig met een dun voorste uitsteeksel. In het verhemelte heeft het os palatinum een driehoekige vorm en een groeve op de bovenkant. Het ectopterygoïde aan de zijkant van de onderkant van de schedel is gepneumatiseerd.
De onderkaken zijn langwerpig en plat maar met achteraan een redelijke hoogte. Ze zijn tandeloos met middenin een scherpe zeven centimeter lange snijrand bedekt met een hoornsnavel. De kaakranden daar achter en daarvoor zijn juist afgerond. Naar voren toe vormen de onderkaken een iets naar beneden buigende schepvormige "symfyse" die echter niet echt tot een geheel vergroeid is. De dus kennelijk flexibel door ligamenten verbonden mandibula heeft een lengte van 264,3 millimeter. De voorrand loopt vrij schuin naar achteren met onder de symfyse een klene "kin". De binnenzijde heeft een groeve, de fossa Meckeliana, die geheel overspannen wordt door het spleniale. De zijdelingse opening ligt vrij ver naar achteren. Het surangulare heeft een dunne bovenste tak boven dit zijvenster en meer naar achteren een richel die articuleert met een extra gewrichtsknobbel van het quadratum van de schedel. Daarachter ligt een kort prearticulare, gevolgd door het articulare dat het belangrijkste deel vormt van de onderzijde van het kaakgewricht. In de middengroeve daarvan ligt een grote niervormige pneumatopoor met een lange zijde van zestien millimeter. Deze pneumatische opening is bij andere ornithomimosauriërs niet aangetroffen en een mogelijke autapomorfie.

### Postcrania

#### Wervelkolom
De wervelkolom van Garudimimus telt zes sacrale wervels en minstens negen halswervels en twaalf ruggenwervels. Alleen de voorste vier staartwervels zijn bewaard gebleven; hun totaal lag vermoedelijk ruim boven de dertig.
In de nek is de draaier kort, anders dan bij Gallimimus, een mogelijk basaal kenmerk. Er zijn geen tekenen dat dit element gepneumatiseerd is; het heeft een hoog doornuitsteeksel. De doornuitsteeksels van de volgende halswervels zijn kort met een lange basis. De achterste halswervels hebben recht naar achteren wijzende postzygapofysen, uitsteeksels voor de gewrichten, geen uiteenlopende zoals bij Gallimimus. De nekribben zijn even lang als hun wervellichamen. De ruggenwervels zijn amficoel: voor en achter hol, tonen geen teken van pneumatisering en hebben een hyposfeen, extra gewrichtsvlak, op de achterrand van hun iets naar achteren hellende doornuitsteeksels. Onderste uitsteeksels van de verdikte voorranden, hypapofysen, ontbreken maar vermoedelijk hebben de eerste vijf ruggenwervels een gekielde onderkant. De ribben van de borstkas hebben korte bovenste gewrichtsuitsteeksels en lang onderste. Van de zes sacrale wervels zijn alleen de wervellichamen van eerste vier echt versmolten tot een sacrum. Minstens de eerste vijf hebben een tot een plaat versmolten doornuitsteeksels. Er zijn geen aanwijzingen voor pneumatisering. Anders dan bij Gallimimus raken de zijuitsteeksels van de eerste wervel het blad van het darmbeen. De vierde wervel heeft een uitholling in de lengterichting op de onderkant; de vijfde aldaar juist een lage richel. De eerste staartwervel heeft twee lange verticaal gerichte uithollingen aan de basis van de zijkant van zijn doornuitsteeksel, gescheiden door een dunne richel. De voorste is driehoekig en dieper dan de meer druppelvormige achterste. Bij de volgende staartwervels ontbreekt de achterste uitholling en wordt de voorste geleidelijk ondieper.

#### Ledematen
Het darmbeen heeft een voorblad met een naar beneden wijzende punt. Het schaambeen heeft een rechte schacht en is iets langer dan het dijbeen. Over het onderste twee derde deel zijn de schaambeenderen verbonden door een beenplaat. De "voet" van het schaambeen heeft een langer achterste dan voorste uitsteeksel en een rechte onderkant.
Het dijbeen heeft een kop die van voor naar achteren meer dan twee maal zo lang is als overdwars gemeten. De trochanter minor heeft aan de voorkant een groot accessoir trochanter, ervan gescheiden door een groeve. De vierde trochanter is op ongeveer 31% van de lengte vanaf de dijbeenkop op de achterkant van de schacht gelegen. De groeve tussen de onderste gewrichtsknobbels is diep. Op de binnenste knobbel is het gewrichtsuitsteeksel voor het scheenbeen naar achteren gericht. Het scheenbeen is met 408 millimeter een 10% langer dan het dijbeen. Het boveneind heeft een lang naar buiten draaiend voorste uitsteeksel met bovenop een verdikking. Onderaan heeft de achterste buitenhoek een welgevormde richel. Het kuitbeen is bijna even lang als het scheenbeen en heeft een dunne schacht. De bovenste achterzijde heeft een richel. De onderkant eindigt op de voorkant van het scheenbeen. Het sprongbeen heeft een opgaande tak die iets minder dan een derde van de voorkant van het scheenbeen bedekt. In de enkel heeft een vierde tarsale een bolle buitenste achterhoek.
Garudimimus heeft nog een rudiment van een vijfde middenvoetsbeen. Eveneens een basaal kenmerk is de rechte bovenkant van het derde middenvoetsbeen dat zelfs naar boven toe nog iets verbreedt in plaats van toegeknepen te worden. De voet is dus niet alleen niet arctometatarsaal; er zelfs geen begin van deze toestand aanwezig. Het derde derde middenvoetsbeen is het langst maar met lengte van 229 millimeter in absolute zin erg kort voor een ornithomimosauriër. Het tweede middenvoetsbeen is iets korter dan het vierde. Het eerste is sterk verkort en ontspringt laag op de schacht van het tweede. Het draagt een eerste teen met twee kootjes. De formule van de teenkootjes is niet met zekerheid bekend doordat het fossiel onvolledig is. De autapomorfie bestaande uit de diepe groeve op de bovenste buitenste zijkant van het eerste en tweede kootje van de derde teen verschilt van de toestand bij Harpymimus. Ook het eerste kootje van de tweede teen heeft in dezelfde positie een uitholling.

## Fylogenie
Garudimimus werd door Barsbold in een eigen Garudimimidae geplaatst. Moderne kladistische analyses hebben meestal tot uitkomst dat de soort basaal in de Ornithomimosauria staat als de zustersoort van de Ornithomimidae. Soms staat hij echter basaal in de Ornithomimidae.
Een kladogram dat een mogelijke basale positie van Garudimimus toont, is het volgende:
|         | Struthiomimus                                                |
|         |                                                              |
|         | Gallimimus                                                   |
|         |                                                              |
| unnamed | \| \| Ornithomimus \| \| \| \| \| \| Anserimimus \| \| \| \| |
|         | \| \| Ornithomimus \| \| \| \| \| \| Anserimimus \| \| \| \| |
|         | Ornithomimus                                                 |
|         |                                                              |
|         | Anserimimus                                                  |
|         |                                                              |

|  | Ornithomimus |
|  |              |
|  | Anserimimus  |
|  |              |

|         | Struthiomimus                                                |
|         |                                                              |
|         | Gallimimus                                                   |
|         |                                                              |
| unnamed | \| \| Ornithomimus \| \| \| \| \| \| Anserimimus \| \| \| \| |
|         | \| \| Ornithomimus \| \| \| \| \| \| Anserimimus \| \| \| \| |
|         | Ornithomimus                                                 |
|         |                                                              |
|         | Anserimimus                                                  |
|         |                                                              |

|  | Ornithomimus |
|  |              |
|  | Anserimimus  |
|  |              |

|         | Struthiomimus                                                |
|         |                                                              |
|         | Gallimimus                                                   |
|         |                                                              |
| unnamed | \| \| Ornithomimus \| \| \| \| \| \| Anserimimus \| \| \| \| |
|         | \| \| Ornithomimus \| \| \| \| \| \| Anserimimus \| \| \| \| |
|         | Ornithomimus                                                 |
|         |                                                              |
|         | Anserimimus                                                  |
|         |                                                              |

|  | Ornithomimus |
|  |              |
|  | Anserimimus  |
|  |              |

|         | Struthiomimus                                                |
|         |                                                              |
|         | Gallimimus                                                   |
|         |                                                              |
| unnamed | \| \| Ornithomimus \| \| \| \| \| \| Anserimimus \| \| \| \| |
|         | \| \| Ornithomimus \| \| \| \| \| \| Anserimimus \| \| \| \| |
|         | Ornithomimus                                                 |
|         |                                                              |
|         | Anserimimus                                                  |
|         |                                                              |

|  | Ornithomimus |
|  |              |
|  | Anserimimus  |
|  |              |

|         | Struthiomimus                                                |
|         |                                                              |
|         | Gallimimus                                                   |
|         |                                                              |
| unnamed | \| \| Ornithomimus \| \| \| \| \| \| Anserimimus \| \| \| \| |
|         | \| \| Ornithomimus \| \| \| \| \| \| Anserimimus \| \| \| \| |
|         | Ornithomimus                                                 |
|         |                                                              |
|         | Anserimimus                                                  |
|         |                                                              |

|  | Ornithomimus |
|  |              |
|  | Anserimimus  |
|  |              |

|         | Struthiomimus                                                |
|         |                                                              |
|         | Gallimimus                                                   |
|         |                                                              |
| unnamed | \| \| Ornithomimus \| \| \| \| \| \| Anserimimus \| \| \| \| |
|         | \| \| Ornithomimus \| \| \| \| \| \| Anserimimus \| \| \| \| |
|         | Ornithomimus                                                 |
|         |                                                              |
|         | Anserimimus                                                  |
|         |                                                              |

|  | Ornithomimus |
|  |              |
|  | Anserimimus  |
|  |              |

|         | Struthiomimus                                                |
|         |                                                              |
|         | Gallimimus                                                   |
|         |                                                              |
| unnamed | \| \| Ornithomimus \| \| \| \| \| \| Anserimimus \| \| \| \| |
|         | \| \| Ornithomimus \| \| \| \| \| \| Anserimimus \| \| \| \| |
|         | Ornithomimus                                                 |
|         |                                                              |
|         | Anserimimus                                                  |
|         |                                                              |

|  | Ornithomimus |
|  |              |
|  | Anserimimus  |
|  |              |

|         | Struthiomimus                                                |
|         |                                                              |
|         | Gallimimus                                                   |
|         |                                                              |
| unnamed | \| \| Ornithomimus \| \| \| \| \| \| Anserimimus \| \| \| \| |
|         | \| \| Ornithomimus \| \| \| \| \| \| Anserimimus \| \| \| \| |
|         | Ornithomimus                                                 |
|         |                                                              |
|         | Anserimimus                                                  |
|         |                                                              |

|  | Ornithomimus |
|  |              |
|  | Anserimimus  |
|  |              |

|         | Struthiomimus                                                |
|         |                                                              |
|         | Gallimimus                                                   |
|         |                                                              |
| unnamed | \| \| Ornithomimus \| \| \| \| \| \| Anserimimus \| \| \| \| |
|         | \| \| Ornithomimus \| \| \| \| \| \| Anserimimus \| \| \| \| |
|         | Ornithomimus                                                 |
|         |                                                              |
|         | Anserimimus                                                  |
|         |                                                              |

|  | Ornithomimus |
|  |              |
|  | Anserimimus  |
|  |              |

|         | Struthiomimus                                                |
|         |                                                              |
|         | Gallimimus                                                   |
|         |                                                              |
| unnamed | \| \| Ornithomimus \| \| \| \| \| \| Anserimimus \| \| \| \| |
|         | \| \| Ornithomimus \| \| \| \| \| \| Anserimimus \| \| \| \| |
|         | Ornithomimus                                                 |
|         |                                                              |
|         | Anserimimus                                                  |
|         |                                                              |

|  | Ornithomimus |
|  |              |
|  | Anserimimus  |
|  |              |

|         | Struthiomimus                                                |
|         |                                                              |
|         | Gallimimus                                                   |
|         |                                                              |
| unnamed | \| \| Ornithomimus \| \| \| \| \| \| Anserimimus \| \| \| \| |
|         | \| \| Ornithomimus \| \| \| \| \| \| Anserimimus \| \| \| \| |
|         | Ornithomimus                                                 |
|         |                                                              |
|         | Anserimimus                                                  |
|         |                                                              |

|  | Ornithomimus |
|  |              |
|  | Anserimimus  |
|  |              |

|         | Struthiomimus                                                |
|         |                                                              |
|         | Gallimimus                                                   |
|         |                                                              |
| unnamed | \| \| Ornithomimus \| \| \| \| \| \| Anserimimus \| \| \| \| |
|         | \| \| Ornithomimus \| \| \| \| \| \| Anserimimus \| \| \| \| |
|         | Ornithomimus                                                 |
|         |                                                              |
|         | Anserimimus                                                  |
|         |                                                              |

|  | Ornithomimus |
|  |              |
|  | Anserimimus  |
|  |              |

|         | Struthiomimus                                                |
|         |                                                              |
|         | Gallimimus                                                   |
|         |                                                              |
| unnamed | \| \| Ornithomimus \| \| \| \| \| \| Anserimimus \| \| \| \| |
|         | \| \| Ornithomimus \| \| \| \| \| \| Anserimimus \| \| \| \| |
|         | Ornithomimus                                                 |
|         |                                                              |
|         | Anserimimus                                                  |
|         |                                                              |

|  | Ornithomimus |
|  |              |
|  | Anserimimus  |
|  |              |

|         | Struthiomimus                                                |
|         |                                                              |
|         | Gallimimus                                                   |
|         |                                                              |
| unnamed | \| \| Ornithomimus \| \| \| \| \| \| Anserimimus \| \| \| \| |
|         | \| \| Ornithomimus \| \| \| \| \| \| Anserimimus \| \| \| \| |
|         | Ornithomimus                                                 |
|         |                                                              |
|         | Anserimimus                                                  |
|         |                                                              |

|  | Ornithomimus |
|  |              |
|  | Anserimimus  |
|  |              |

|         | Struthiomimus                                                |
|         |                                                              |
|         | Gallimimus                                                   |
|         |                                                              |
| unnamed | \| \| Ornithomimus \| \| \| \| \| \| Anserimimus \| \| \| \| |
|         | \| \| Ornithomimus \| \| \| \| \| \| Anserimimus \| \| \| \| |
|         | Ornithomimus                                                 |
|         |                                                              |
|         | Anserimimus                                                  |
|         |                                                              |

|  | Ornithomimus |
|  |              |
|  | Anserimimus  |
|  |              |

|         | Struthiomimus                                                |
|         |                                                              |
|         | Gallimimus                                                   |
|         |                                                              |
| unnamed | \| \| Ornithomimus \| \| \| \| \| \| Anserimimus \| \| \| \| |
|         | \| \| Ornithomimus \| \| \| \| \| \| Anserimimus \| \| \| \| |
|         | Ornithomimus                                                 |
|         |                                                              |
|         | Anserimimus                                                  |
|         |                                                              |

|  | Ornithomimus |
|  |              |
|  | Anserimimus  |
|  |              |

## Levenswijze
Het leefgebied van Garudimimus bestond uit vrij droge wouden met een warm klimaat en een kort regenseizoen. Het dier was vermoedelijk een alleseter of een planteneter. Vanwege de korte voet en het korte darmbeen, wat wijst een op zwakkere musculatuur voor de achterpoot, is wel gesuggereerd dat de soort minder dan andere ornithomimosauriërs gespecialiseerd was in een rennende levenswijze.
In de linkeroogkas van het fossiel is een scleraalring van elf de oogbol verstevigende beenplaatsje aangetroffen, met een buitenste doorsnede van 41,2 millimeter en een binnenste diameter van 26,8 millimeter. In een studie uit 2011 concludeerden Lars Schmitz en Ryosuke Motani dat dit laatste getal voor Garudumimus impliceert dat het geen typisch fotopisch dagdier was, waarvan de lensopeningen klein zijn om het oog tegen een teveel aan ultravioletlicht te beschermen en evenmin een typisch scotopisch nachtdier dat een grote lensopening bezit om in het duister nog wat te kunnen zien maar een soort met een mesopisch oog dat niet gespecialiseerd is in een van beide lichtomstandigheden en die dus waarschijnlijk een cathemerale levenswijze bezat met korte activiteitsperioden gedurende de dag en de nacht.